# Raymund Pérault
Raymund Pérault   (França, 28 de maig de 1435 - Viterbo, 5 de setembre de 1505) fou un cardenal i bisbe francès.

## Biografia
Va ingressar de jove a l'orde de Sant Agustí. Estudia a París, al Col·legi de Navarra, on el 1476 obtingué la llicenciatura en teologia. Després de ser ordenat sacerdot, esdevingué canonge a Saintes. Va poder guanyar-se el favor de Lluís XI i, el 1482, el papa Sixt IV li va donar el títol de protonotari apostòlic. El 1486 el va nomenar nunci apostòlic, però Pérault va rebutjar el càrrec. El 27 de maig de 1487 va ser nomenat cobrador del delme per a les croades a Alemanya, però quan el papa Innocenci VIII va suspendre el cobrament del delme a Alemanya el 1488 i va tornar a França amb un càrrec similar.
Va tenir importants càrrecs diplomàtics: el 1489 va obtenir un jurament de pau entre l'emperador Maximilià i Carles VIII de França; i el 1490 va contribuir a l'armistici entre Frederic III i Maties Corví.
El 21 de febrer de 1491 va ser elegit bisbe de Gurk.
El 20 de setembre de 1493, el papa Alexandre VI el va crear cardenal. El 23 de setembre del mateix any va rebre el diaconat de Santa Maria in Cosmedin. Cap al 1496 optà pel títol de Santi Vitale, Valeria, Gervasio e Protasio, declarat diaca pro illa vice. El 10 de febrer de 1499 arribà a Roma i en el consistori del 29 d'abril del mateix any optà per l'orde dels cardenals preveres i per la diacònia de Santa Maria Nuova, elevada al títol de pro illa vice. També va conservar el títol de San Vitale in commendam fins al 28 de setembre de 1500. Va ser llegat apostòlic a Perusa i Todi i va ser el conseller diplomàtic del papa. També va ser administrador apostòlic de diverses diòcesis: de Magalona del 4 de juliol de 1498 al 18 de març de 1499 i, per un breu temps de Toul el 1501 i després de Saintes a partir de l'11 de juliol de 1505.
No va participar en els dos conclaves de 1503, que van triar el papa Pius III i el papa Juli II.
Va morir a Viterbo i va ser enterrat a l'església de la Santíssima Trinitat.